# MC호조
호조(정호조,  1987년 12월 30일~)은 대한민국의 가수 겸 MC이다. 
2013 현대HCN경북방송 리포터로 데뷔하였고, 2016년 트로트가수로 전향하여 활발히 활동중이다.

## 학력 및 이력
- 포항항구초등학교 (졸업)
- 포항대도중학교 (졸업)
- 포항해양과학고등학교 (졸업)

## 앨범
- 2023.07.31 이런 남자 어때요
- 2021.01.22 묻지나 말지
- 2016.07.14 너뿐

## 방송
- KBS 아침마당
- KBS 전국노래자랑
- MBC 트로통
- KBS우리말 겨루기
- 안동MBC 즐거운 트로트세상
- 티브로드방송 우리동네 가수왕
- BBS불교방송
- MBC 전국시대
- 복지TV 스타가요쇼
- OBS, CJB 등 전국 케이블 음악방송 다수

## 라디오
- 전주 MBC라디오 두시만세
- 부산 KNN방송 딱좋은라디오
- 관악 FM라디오
- 포항MBC라디오
- 관악FM라디오 가요톡톡DJ
- TBN 교통방송 차차차
- 여수MBC 라디오
- 관악 FM라디오
- 성남FM라디오

## 리포터
- 현대 HCN 경북방송 [세상만사] 리포터

## 행사MC
- 구룡포 과메기 축제
- 붐업 콘서트
- 운제산 문화 축제
- 동작구 김치축제
- 새마을금고 4조원 달성기념 축제
- 현대호텔 드레스쇼
- 동해 “효” 잔치
- 전국 방송사 노래교실
- 동작구 성금 모금행사
- 경북 학생 축제
- 김천전국가요제 심사
- 동대문 신인발굴 프로젝트 [신발]
- 곰취축제
- 한국 사진작가협회 디너쇼
- 동계올림픽 성공기원 문화올림픽
- 국토정중앙 달맞이축제
- 한강 과학 축제
- 노량진 에너지축제
- KBS 스포츠센터 체육대회
- 김천김장축제
- 포은문화제
- 경희대학교 축제
- 성균관대학교 축제
- 국민대학교 축제
- 경동대학교 축제
- 걸그룹 [플래쉬] 쇼케이스
- 그룹[놀자]쇼케이스
- 걸그룹 [프리즘] 쇼케이스
- 한류 드림콘서트
- ”김형중” 콘서트
- ”조성모” 콘서트

## 외부
- 정호조 - 인스타그램